# Arnoldus Senguerdius

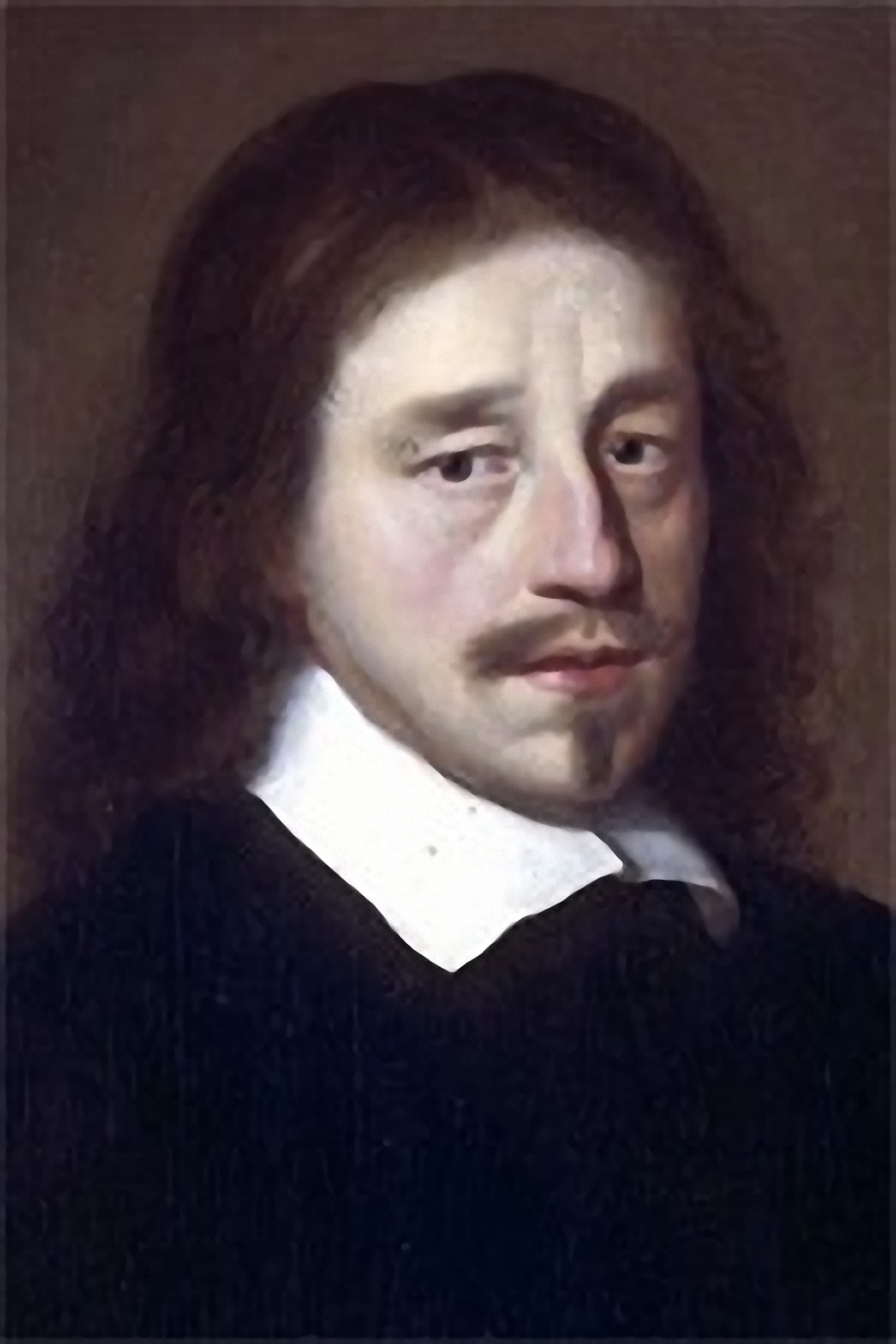
Arnoldus Senguerdius

Arnoldus Senguerdius (auch: Arnold Senguerd, Senkward; * 1610 in Amsterdam; † 8. März 1667 ebenda) war ein niederländischer Physiker und Philosoph.

## Leben

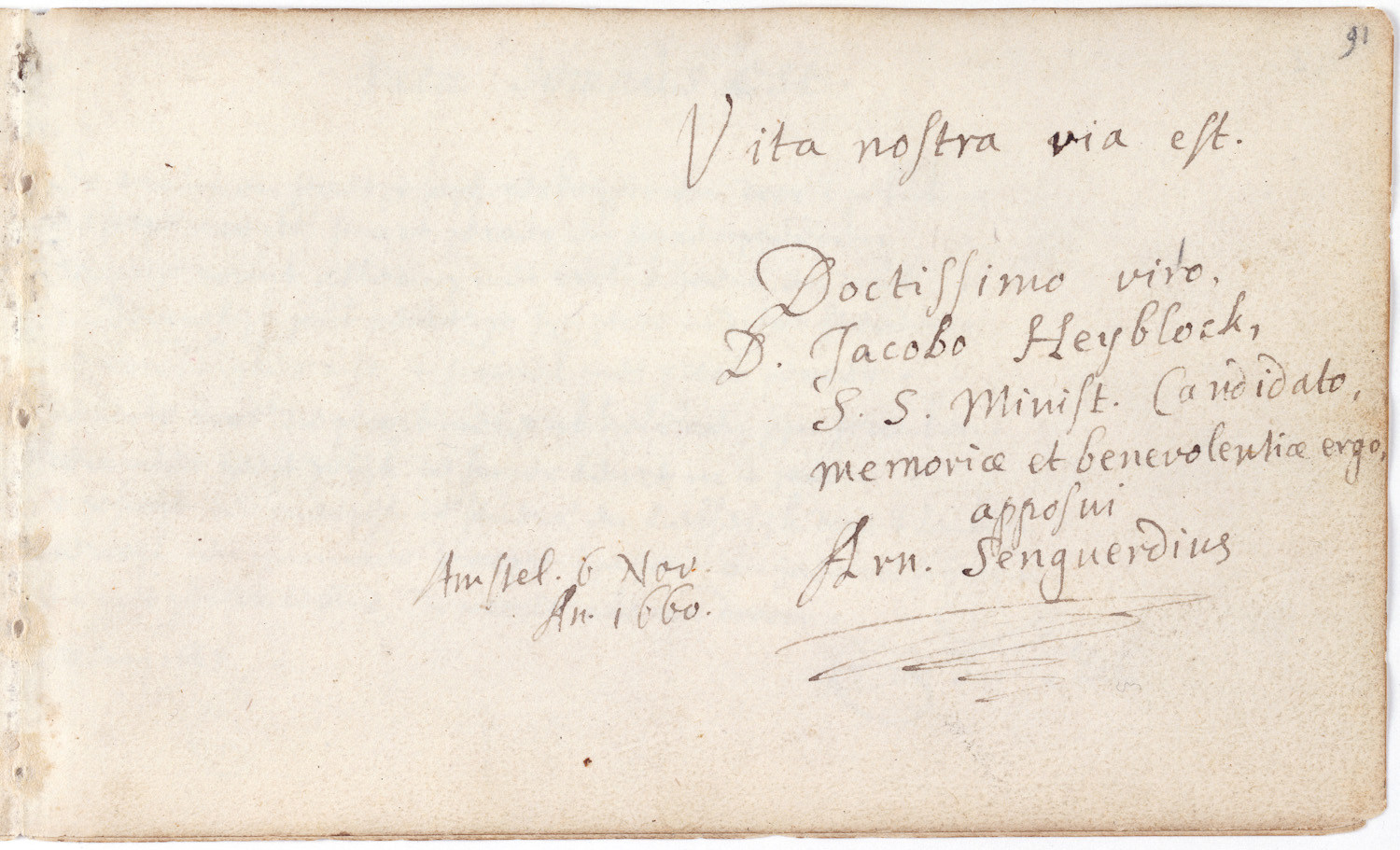
Handschrift Senguerdius

Senguerdius studierte anfänglich an der Universität Leiden Theologie und hat sich von Franco Petri Burgersdijck (1590–1635) angeregt auf Philosophie konzentriert. Er erwarb mit 19 Jahren den akademischen Grad eines Magisters der Philosophie und wechselte an die Universität Franeker, wo er die Vorlesungen von Johannes Maccovius und Guilielmus Amesius (William Ames; 1576–1633) besuchte. Nachdem er die theologische Befähigung erworben hatte, trat er in verschiedenen Gemeinden auf. Jedoch 1635 berief ihn der Magistrat in Utrecht an das Gymnasium Illustre, wo er als Lektor Vorlesungen über Metaphysik hielt.
1638 wurde er außerordentlicher Professor und 1639 ordentlicher Professor der Metaphysik und Physik an der Universität Utrecht. 1641 wechselte er auf die Professur der Philosophie und erhielt den Titel eines Professor honorarius. Besonders die Philosophie des Aristoteles war dabei sein Unterrichtsthema. Nachdem er 1645/46 Rektor der Alma Mater geworden war, ging er an Caspar van Baerles Stelle als Professor der Philosophie an das Athenaeum Illustre Amsterdam, wo er auch zum Bibliothekar ernannt wurde und bis zu seinem Lebensende wirkte.
Aus seiner Ehe mit Cornelia Webber stammt der Sohn Wolferdus Senguerdius, welcher ebenfalls Bedeutung erlangte.

## Werke

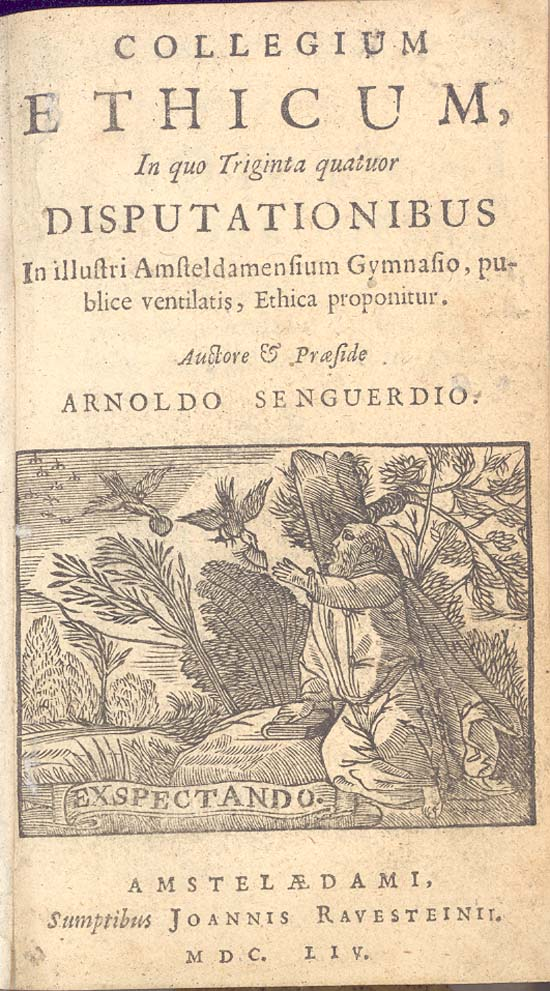
Collegium ethicum
(Amsterdam, 1654)

- Collegium Metaphysicum. Utrecht 1635, 1640.
- Introductio ad Physicam. 1644.
- Index Metaphysicae generalis et specialis. Utrecht 1647.
- Oratio de vero philosopho. Amsterdam 1648.
- Collegium physicum. Amsterdam 1652.
- Collegium ethicum. Amsterdam 1653.
- Exercitationes physicae. Amsterdam 1659.
- Osteologia corporis humani et Discursus de ostento Dolano. Amsterdam 1662.